# Küssaberg
Küssaberg là một xã ở huyện Waldshut trong bang Baden-Württemberg thuộc nước Đức.